# Tabanus yanbaruensis
Tabanus yanbaruensis är en tvåvingeart som beskrevs av Hayakawa och Yoneyama 1983. Tabanus yanbaruensis ingår i släktet Tabanus och familjen bromsar. Inga underarter finns listade i Catalogue of Life.